# Grégory Arnolin
Grégory Arnolin (Livry-Gargan, 10 novembre 1980) è un ex calciatore francese originario di Martinica, di ruolo difensore.

## Statistiche

### Cronologia presenze e reti in nazionale
| Cronologia completa delle presenze e delle reti in nazionale ― Martinica | Cronologia completa delle presenze e delle reti in nazionale ― Martinica | Cronologia completa delle presenze e delle reti in nazionale ― Martinica | Cronologia completa delle presenze e delle reti in nazionale ― Martinica | Cronologia completa delle presenze e delle reti in nazionale ― Martinica | Cronologia completa delle presenze e delle reti in nazionale ― Martinica | Cronologia completa delle presenze e delle reti in nazionale ― Martinica | Cronologia completa delle presenze e delle reti in nazionale ― Martinica |
| Data                                                                     | Città                                                                    | In casa                                                                  | Risultato                                                                | Ospiti                                                                   | Competizione                                                             | Reti                                                                     | Note                                                                     |
| ------------------------------------------------------------------------ | ------------------------------------------------------------------------ | ------------------------------------------------------------------------ | ------------------------------------------------------------------------ | ------------------------------------------------------------------------ | ------------------------------------------------------------------------ | ------------------------------------------------------------------------ | ------------------------------------------------------------------------ |
| 7-7-2013                                                                 | Pasadena                                                                 | Canada                                                                   | 0 – 1                                                                    | Martinica                                                                | Gold Cup 2013                                                            | -                                                                        | 72’                                                                      |
| 12-7-2013                                                                | Seattle                                                                  | Panama                                                                   | 1 – 0                                                                    | Martinica                                                                | Gold Cup 2013                                                            | -                                                                        |                                                                          |
| 15-7-2013                                                                | Denver                                                                   | Martinica                                                                | 1 – 3                                                                    | Messico                                                                  | Gold Cup 2013                                                            | -                                                                        |                                                                          |
| Totale                                                                   |                                                                          | Presenze                                                                 | 3                                                                        |                                                                          | Reti                                                                     | 0                                                                        |                                                                          |